# Campionati europei di atletica leggera 2024 - Salto triplo maschile
La gara del salto triplo maschile dei campionati europei di atletica leggera 2024 si è svolta il 9 e l'11 giugno.

## Podio
| Pos.    | Atleta                       | Nazionalità | Tempo   |
| ------- | ---------------------------- | ----------- | ------- |
| Oro     | Jordan Alejandro Díaz Fortun | Spagna      | 18,18 m |
| Argento | Pedro Pichardo               | Portogallo  | 18,04 m |
| Bronzo  | Thomas Gogois                | Francia     | 17,38 m |

## Situazione pre-gara

### Record
Prima di questa competizione, il record del mondo, il record europeo e il record dei campionati erano i seguenti.
| Record                | Prestazione | Atleta                         | Data e luogo                      | Competizione              |
| --------------------- | ----------- | ------------------------------ | --------------------------------- | ------------------------- |
| Record mondiale       | 18,29 m     | Jonathan Edwards Gran Bretagna | 7 agosto 1995 Göteborg, Svezia    | Campionati del mondo 1995 |
| Record europeo        | 18,29 m     | Jonathan Edwards Gran Bretagna | 7 agosto 1995 Göteborg, Svezia    | Campionati del mondo 1995 |
| Record dei campionati | 17,99 m     | Jonathan Edwards Gran Bretagna | 23 agosto 1998 Budapest, Ungheria | Campionati europei 1998   |

### Campioni in carica
I campioni in carica a livello europeo erano:
| Campione       | Atleta                    | Prestazione | Data e luogo                               | Competizione                   |
| -------------- | ------------------------- | ----------- | ------------------------------------------ | ------------------------------ |
| Europeo        | Pedro Pichardo Portogallo | 17,50 m     | 17 agosto 2022 Monaco di Baviera, Germania | Campionati europei 2022        |
| Europeo indoor | Pedro Pichardo Portogallo | 17,60 m(i)  | 3 marzo 2023 Istanbul, Turchia             | Campionati europei indoor 2023 |

### La stagione
Prima di questa gara, gli atleti con le migliori tre prestazioni europee dell'anno erano:
| Pos. | Atleta                              | Prestazione | Data e luogo                     |
| ---- | ----------------------------------- | ----------- | -------------------------------- |
| 1    | Andy Díaz Italia                    | 17,61 m(i)  | 6 febbraio 2024 Toruń, Polonia   |
| 1    | Jordan Alejandro Díaz Fortun Spagna | 17,55 m     | 22 maggio 2024 Castellón, Spagna |
| 3    | Pedro Pichardo Portogallo           | 17,51 m     | 20 aprile 2024 Xiamen, Cina      |

## Risultati

### Qualificazioni
I turni di qualificazione si sono tenuti il 9 giugno a partire dalle ore 10:44.
Accedono alla finale gli atleti di ogni gruppo che raggiungono la misura di 16,65 m (Q) o le 12 migliori prestazioni (q).
| Pos. | Gruppo | Atleta                       | Nazionalità | 1ª prova         | 2ª prova         | 3ª prova         | Misura           | Note                                     |
| ---- | ------ | ---------------------------- | ----------- | ---------------- | ---------------- | ---------------- | ---------------- | ---------------------------------------- |
| 1    | A      | Jordan Alejandro Díaz Fortun | Spagna      | x -0,1 m/s       | 17,52 m -0,2 m/s |                  | 17,52 m -0,2 m/s | Q                                        |
| 2    | B      | Pedro Pichardo               | Portogallo  | 17,48 m +0,1 m/s |                  |                  | 17,48 m +0,1 m/s | Q                                        |
| 3    | B      | Emmanuel Ihemeje             | Italia      | 16,98 m +0,4 m/s |                  |                  | 16,98 m +0,4 m/s | Q                                        |
| 4    | A      | Tiago Pereira                | Portogallo  | 16,83 m -0,1 m/s |                  |                  | 16,83 m -0,1 m/s | Q                                        |
| 5    | B      | Max Heß                      | Germania    | 16,83 m +0,3 m/s |                  |                  | 16,83 m +0,3 m/s | Q                                        |
| 6    | A      | Thomas Gogois                | Francia     | 16,64 m +0,1 m/s | 16,75 m -0,1 m/s |                  | 16,75 m -0,1 m/s | Q                                        |
| 7    | A      | Jean-Marc Pontvianne         | Francia     | x +0,1 m/s       | 16,75 m 0,0 m/s  |                  | 16,75 m 0,0 m/s  | Q                                        |
| 8    | A      | Can Özüpek                   | Turchia     | 16,75 m +0,2 m/s |                  |                  | 16,75 m +0,2 m/s | Q                                        |
| 9    | B      | Benjamin Compaoré            | Francia     | 16,34 m +0,5 m/s | 16,00 -1,3 m/s   | 16,72 m -0,4 m/s | 16,72 m -0,4 m/s | Q                                        |
| 10   | B      | Necati Er                    | Turchia     | 15,45 m -0,1 m/s | 16,68 m -1,2 m/s |                  | 16,68 m -1,2 m/s | Q                                        |
| 11   | A      | Andrea Dallavalle            | Italia      | 16,03 m 0,0 m/s  | 16,57 m -1,0 m/s | 16,59 m +0,3 m/s | 16,59 m +0,3 m/s | q                                        |
| 12   | B      | Răzvan Cristian Grecu        | Romania     | x -0,4 m/s       | 16,15 m -1,1 m/s | 16,48 m -0,4 m/s | 16,48 m -0,4 m/s | q                                        |
| 13   | B      | Alexis Copello               | Azerbaigian | 16,02 m +0,4 m/s | 16,44 m +0,5 m/s | 16,43 m -0,9 m/s | 16,44 m +0,5 m/s | Miglior prestazione personale stagionale |
| 14   | B      | Tobia Bocchi                 | Italia      | 16,39 m -0,3 m/s | 16,43 m -0,8 m/s | 16,27 m +0,2 m/s | 16,43 m -0,8 m/s | qR                                       |
| 15   | B      | Dimitrios Tsiamis            | Grecia      | 16,32 m -0,4 m/s | 16,33 m -0,8 m/s | 16,32 m -0,4 m/s | 16,33 m -0,8 m/s |                                          |
| 16   | A      | Tomáš Veszelka               | Slovacchia  | 16,23 m +0,5 m/s | 16,28 m -1,3 m/s | 16,31 m -0,8 m/s | 16,31 m -0,8 m/s |                                          |
| 17   | B      | Vladyslav Šepeljev           | Ucraina     | 15,84 m +0,3 m/s | x -0,6 m/s       | 16,17 m -0,7 m/s | 16,17 m -0,7 m/s |                                          |
| 18   | A      | Gabriel Wallmark             | Svezia      | 16,13 m +0,4 m/s | 15,94 m -0,4 m/s | 16,14 m -0,4 m/s | 16,14 m -0,4 m/s | Miglior prestazione personale stagionale |
| 19   | A      | Razvan-Ioan Nicoară          | Romania     | x +0,2 m/s       | 16,13 m -0,7 m/s | x +0,4 m/s       | 16,13 m -0,7 m/s |                                          |
| 20   | A      | Simo Lipsanen                | Finlandia   | 16,12 m +0,1 m/s | r                |                  | 16,12 m +0,1 m/s |                                          |
| 21   | A      | Lâchezar Vâlchev             | Bulgaria    | 15,96 m 0,00 m/s | 14,10 m -0,2 m/s | 15,79 m +0,1 m/s | 15,96 m 0,0 m/s  |                                          |
| 22   | A      | Artem Konovalenko            | Ucraina     | x +0,1 m/s       | 15,19 m -0,5 m/s | 15,94 m +0,3 m/s | 15,94 m +0,3 m/s | =                                        |
| 23   | B      | Aaro Davidila                | Finlandia   | 15,85 m +0,3 m/s | 13,68 m -1,0 m/s | x -1,0 m/s       | 15,85 m +0,3 m/s |                                          |
| 24   | A      | Levon Aghasyan               | Armenia     | x -0,2 m/s       | 15,59 m -1,0 m/s | 15,80 m -0,3 m/s | 15,80 m -0,3 m/s |                                          |
| 25   | B      | Tuomas Kaukolahti            | Finlandia   | 15,32 m -0,1 m/s | 15,64 m -0,7 m/s | 15,79 m -1,0 m/s | 15,79 m -1,0 m/s |                                          |
| 26   | B      | Sandis Dzenītis              | Lettonia    | 14,98 m +0,2 m/s | 15,11 m -0,3 m/s | 15,45 m -0,7 m/s | 15,45 m -0,7 m/s | Miglior prestazione personale stagionale |
| 27   | A      | Andreas Pantazis             | Grecia      | 15,36 m +0,2 m/s | x +0,1 m/s       | x -0,4 m/s       | 15,36 m +0,2 m/s |                                          |
| -    | B      | Dimitâr Tashev               | Bulgaria    | x -0,1 m/s       | x +0,4 m/s       | x -0,5 m/s       | nm               |                                          |

### Finale
La finale si è tenuta l'11 giugno a partire dalle ore 20:55.
| Pos     | Atleta                       | Nazionalità | 1ª prova         | 2ª prova         | 3ª prova         | 4ª prova         | 5ª prova         | 6ª prova         | Risultato        | Note                                     |
| ------- | ---------------------------- | ----------- | ---------------- | ---------------- | ---------------- | ---------------- | ---------------- | ---------------- | ---------------- | ---------------------------------------- |
| Oro     | Jordan Alejandro Díaz Fortun | Spagna      | 17,56 m -0,3 m/s | 17,82 m -0,2 m/s | x +0,1 m/s       | 17,96 m -0,3 m/s | 18,18 m -0,3 m/s | -                | 18,18 m -0,3 m/s | Record dei campionati                    |
| Argento | Pedro Pichardo               | Portogallo  | 17,51 m -0,6 m/s | 18,04 m -0,6 m/s | 17,55 m -0,2 m/s | -                | 17,47 m +0,1 m/s | 17,92 m -0,5 m/s | 18,04 m -0,6 m/s | Record nazionale                         |
| Bronzo  | Thomas Gogois                | Francia     | 16,56 m -0,9 m/s | x +0,1 m/s       | 16,90 m -0,8 m/s | 16,96 m +0,3 m/s | x -0,5 m/s       | 17,38 m -0,4 m/s | 17,38 m -0,4 m/s | Miglior prestazione personale            |
| 4       | Tiago Pereira                | Portogallo  | 17,08 m -0,2 m/s | x -1,0 m/s       | x +0,7 m/s       | x -0,1 m/s       | 14,65 m -0,3 m/s | 16,20 m -0,2 m/s | 17,08 m -0,2 m/s | =                                        |
| 5       | Max Heß                      | Germania    | 16,92 m +0,3 m/s | 17,04 m -0,7 m/s | x +0,2 m/s       | 16,87 m -0,5 m/s | 15,56 m -0,1 m/s | x 0,0 m/s        | 17,04 m -0,7 m/s | Miglior prestazione personale stagionale |
| 6       | Jean-Marc Pontvianne         | Francia     | x -0,2 m/s       | 17,04 m -0,3 m/s | x +0,1 m/s       | 16,83 m +0,1 m/s | 16,76 m -0,2 m/s | x -0,4 m/s       | 17,04 m -0,3 m/s |                                          |
| 7       | Andrea Dallavalle            | Italia      | x +0,3 m/s       | 16,63 m +0,2 m/s | 16,90 m +0,2 m/s | x +0,2 m/s       | 16,90 m -0,5 m/s | 16,85 m +0,1 m/s | 16,90 m -0,5 m/s | Miglior prestazione personale stagionale |
| 8       | Emmanuel Ihemeje             | Italia      | 16,87 m -0,4 m/s | x -0,1 m/s       | 16,91 m -0,9 m/s | 16,92 m -0,1 m/s | 16,00 m -0,2 m/s | x -0,3 m/s       | 16,92 m -0,1 m/s |                                          |
| 9       | Necati Er                    | Turchia     | 14,27 m -0,3 m/s | 16,61 m -0,3 m/s | 16,54 m +0,4 m/s |                  |                  |                  | 16,61 m -0,3 m/s |                                          |
| 10      | Can Özüpek                   | Turchia     | 16,14 m -0,4 m/s | 14,30 m +0,3 m/s | 16,23 m -0,3 m/s |                  |                  |                  | 16,23 m -0,3 m/s |                                          |
| 11      | Tobia Bocchi                 | Italia      | 16,16 m -0,5 m/s | x -0,1 m/s       | 16,18 m -0,3 m/s |                  |                  |                  | 16,18 m -0,3 m/s |                                          |
| 12      | Benjamin Compaoré            | Francia     | 16,05 m -0,3 m/s | x -0,3 m/s       | 16,00 m +0,6 m/s |                  |                  |                  | 16,05 m -0,3 m/s |                                          |
| 13      | Răzvan Cristian Grecu        | Romania     | x -0,3 m/s       | 15,96 m -0,1 m/s | x -0,8 m/s       |                  |                  |                  | 15,96 m -0,1 m/s |                                          |